# Latorica
El Latorica - (ucraïnès) Латориця (Latorítsia) - és un riu de la conca del Danubi. Neix als Carpats Orientals (a Ucraïna), prop del poble de Nijni Vorota. Flueix des d'Ucraïna (156,6 km) fins a Eslovàquia (31,4 km), 188 km en total i cap a l'oest a través de les ciutats de Svaliava, Mukàtxeve, Solomonovo, Txop i Velke Kapussani.
Té una conca de 7.740 km². i conflueix amb l'Ondava a Zemplín, on dona lloc al riu Bodrog, que alhora és afluent del Tisza, que desemboca al Danubi.